# Guillaume Latendresse
Guillaume Latendresse, né le 24 mai 1987 à Sainte-Catherine au Québec, est un joueur professionnel canadien de hockey sur glace. Il évoluait au poste d'ailier droit. 
Il est présentement entraîneur des Riverains du Collège Charles-Lemoyne au niveau midget AAA. Il fait également partie de l'équipe d'analystes à TVA Sports.
Son frère aîné, Olivier, a aussi joué au hockey en tant que professionnel avant sa retraite en 2020.

## Biographie

### Carrière junior
En 2003, Guillaume Latendresse fait son entrée dans la Ligue de hockey junior majeur du Québec (également connue sous le sigle de LHJMQ). Il est choisi en première ronde, deuxième choix du repêchage, tout juste après Sidney Crosby, par les Voltigeurs de Drummondville. À sa première année avec les Voltigeurs, il termine la saison au neuvième rang pour les points chez les recrues avec une récolte de 24 buts et 25 passes décisives, tout en gardant une fiche de +11 en 53 parties. Sa saison se termine par une grave blessure à l'épaule causée par une chute mais il est tout de même sélectionné pour faire partie de l'équipe type des recrues de la ligue.
Lors de sa deuxième saison, il passe du rang de quatrième meilleur pointeur de l'équipe à celui de premier avec une production de 78 points. Comme lors de la saison passée, l'équipe est éliminée dès le premier tour des séries.
En avril 2005, il est sélectionné avec l'équipe du Canada pour jouer le championnat du monde moins de 18 ans qui se joue à České Budějovice et à Plzeň en République tchèque. Il est alors sélectionné aux côtés de Price, de Luc Bourdon ainsi que de Kristopher Letang. Le Canada termine la phase de poule puis se rend en finale du championnat, Latendresse inscrivant le but de la qualification lors de la demi-finale contre l'équipe de République tchèque, en déviant un tir de Letang. Cette dernière se joue contre les États-Unis qui remportent la première place sur la marque de 5-1. Finalement, en six matchs joués, Latendresse marque deux buts et réalise trois passes décisives lors des différents matchs et remporte la médaille d'argent.
Lors du repêchage 2005 de la Ligue nationale de hockey, il est sélectionné par les Canadiens de Montréal au deuxième tour, le 45e joueur au total. Crosby est encore une fois le premier joueur choisi et les Canadiens choisissent Carey Price en cinquième position avant de choisir Latendresse,. À son premier camp d'entraînement avec le « CH », il séduit les partisans de Montréal, qui scandent son nom dans le Centre Bell. Malgré ses 3 buts et 2 passes en 4 parties, il retourne jouer à Drummondville, les dirigeants du Canadien ayant trouvé préférable de lui laisser prendre au moins une année supplémentaire d'expérience chez les juniors. Latendresse termine la saison 2005 avec 43 buts et 40 passes et une fiche de +20 en 51 parties avec les Voltigeurs.
Entre-temps, en décembre 2004 et janvier 2005, il est une nouvelle fois sélectionné pour jouer avec l'équipe du Canada, cette fois pour le championnat du monde junior qui se joue en Colombie-Britannique. Toujours aux côtés de Letang et de Bourdon, Latendresse remporte la médaille d'or en battant en finale les Russes sur le score de 5 buts à 0 même s'il n'est que peu utilisé par l'entraîneur canadien et il n'inscrit aucun but ni point lors du tournoi.

### Carrière professionnelle
Avant le début de la saison 2006-2007, il participe une nouvelle fois au camp de préparation des Canadiens mais cette fois-ci l'issue est meilleure pour le joueur puisque le 29 septembre, il signe un contrat de 850 000 $ par année le liant pour une période de 3 ans avec Montréal.
Le 7 novembre 2006, devant les partisans du Centre Bell, il inscrit le premier but de sa carrière dans la LNH alors qu'il joue son 16e match de la saison. Il est alors le plus jeune joueur de l'histoire des Canadiens à inscrire un but dans la LNH depuis Éric Desjardins en 1988. Le but vient consacrer une victoire des Canadiens contre les Oilers d'Edmonton et leur gardien Dwayne Roloson. Six jours plus tard, il réalise le premier doublé de sa carrière contre les Sénateurs d'Ottawa en 31 secondes, deux buts inscrits en avantage numérique pour une victoire 6-3 des siens. Finalement et à l'issue de la saison, il ne manque que deux matchs dans la saison régulière avec 29 points de récoltés, Montréal ne se qualifiant pas pour les séries.
La saison suivante, il totalise cette fois deux points de moins mais en jouant 73 matchs. Il joue ses premiers matchs de séries éliminatoires, les Canadiens ayant terminé à la première place de l'association de l'Est. Les Canadiens éliminent les Bruins de Boston en sept matchs mais tombent au tour suivant contre les Flyers de Philadelphie en cinq matchs. Latendresse inscrit un point sur une passe décisive pour un but de Tomáš Plekanec. En 2008-2009, il joue un peu moins de 60 matchs pour 26 points. Il joue également quatre matchs des séries mais les Canadiens sont éliminés en première ronde par les Bruins de Boston. Le 15 juillet 2009, Latendresse accepte une diminution de salaire en signant une entente d'un an évaluée à 803 000 $. Le 23 novembre 2009, il est échangé au Wild du Minnesota en retour de Benoît Pouliot.
Il marque son 50e but en carrière le 2 décembre 2009 contre le gardien des Predators de Nashville, Pekka Rinne. Puis le 17 janvier 2010, il inscrit son premier tour du chapeau en carrière contre Ilia Bryzgalov le gardien des Coyotes de Phoenix, dans une défaite face à ceux-ci.
À l'aube de devenir agent libre, il s'entend le 30 juin 2010 avec le Wild pour un contrat de cinq millions US pour les deux saisons à venir. 
Le 1er juillet 2012, il signe un contrat d'un an avec les Sénateurs d'Ottawa.
Après avoir participé au camp d'entraînement des Coyotes de Phoenix à l'automne 2013, il signe un contrat avec le ZSC Lions dans la première division suisse. Après une commotion subie face au Genève-Servette HC, le club zurichois active une clause du contrat et se sépare de lui.

## Vie privée
En 2006, il entame une relation publique avec Maika Desnoyers, alors connue pour avoir représenté le Québec au prestigieux concours Miss Univers Canada. En 2008, le couple accueille leur premier enfant, le petit Hayden Latendresse. C'est après 3 ans de relation que le couple se sépare, sans toutefois mentionner les raisons de leur rupture.
En 2009, il rencontre la chanteuse Annie Villeneuve dans un tournoi de golf. En 2013, ils annoncent la venue de leur premier enfant, Léa, à la fin de l'été. En 2016, après sept ans de vie commune, ils confirment leur rupture sur les réseaux sociaux. En 2022, Villeneuve déclare avoir subi des violences conjugales d'un ex-conjoint mais précise ensuite qu'il ne s'agit pas de Latendresse.

## Statistiques

### Statistiques en club
| Saison     | Équipe                      | Ligue      |     | Saison régulière | Saison régulière | Saison régulière | Saison régulière | Saison régulière | Saison régulière |   | Séries éliminatoires | Séries éliminatoires | Séries éliminatoires | Séries éliminatoires | Séries éliminatoires | Séries éliminatoires |
| Saison     | Équipe                      | Ligue      | PJ  | B                | A                | Pts              | Pun              | +/-              | PJ               | B | A                    | Pts                  | Pun                  | +/-                  |                      |                      |
| 2003-2004  | Voltigeurs de Drummondville | LHJMQ      | 53  | 24               | 25               | 49               | 66               | +11              | -                | - | -                    | -                    | -                    | -                    |                      |                      |
| 2004-2005  | Voltigeurs de Drummondville | LHJMQ      | 65  | 29               | 49               | 78               | 76               | +7               | 6                | 6 | 4                    | 10                   | 7                    |                      |                      |                      |
| 2005-2006  | Voltigeurs de Drummondville | LHJMQ      | 51  | 43               | 40               | 83               | 105              | +20              | 5                | 3 | 2                    | 5                    | 8                    | -3                   |                      |                      |
| 2006-2007  | Canadiens de Montréal       | LNH        | 80  | 16               | 13               | 29               | 47               | -20              | -                | - | -                    | -                    | -                    | -                    |                      |                      |
| 2007-2008  | Canadiens de Montréal       | LNH        | 73  | 16               | 11               | 27               | 41               | -2               | 8                | 0 | 1                    | 1                    | 19                   | -5                   |                      |                      |
| 2008-2009  | Canadiens de Montréal       | LNH        | 56  | 14               | 12               | 26               | 45               | +4               | 4                | 0 | 0                    | 0                    | 12                   | -2                   |                      |                      |
| 2009-2010  | Canadiens de Montréal       | LNH        | 23  | 2                | 1                | 3                | 4                | -4               | -                | - | -                    | -                    | -                    | -                    |                      |                      |
| 2009-2010  | Wild du Minnesota           | LNH        | 55  | 25               | 12               | 37               | 12               | +1               | -                | - | -                    | -                    | -                    | -                    |                      |                      |
| 2010-2011  | Wild du Minnesota           | LNH        | 11  | 3                | 3                | 6                | 8                | +2               | -                | - | -                    | -                    | -                    | -                    |                      |                      |
| 2011-2012  | Wild du Minnesota           | LNH        | 16  | 5                | 4                | 9                | 20               | +6               | -                | - | -                    | -                    | -                    | -                    |                      |                      |
| 2012-2013  | Sénateurs d'Ottawa          | LNH        | 27  | 6                | 4                | 10               | 8                | -2               | 3                | 1 | 1                    | 2                    | 6                    | +1                   |                      |                      |
| 2013-2014  | ZSC Lions                   | LNA        | 12  | 3                | 3                | 6                | 20               | -1               | -                | - | -                    | -                    | -                    | -                    |                      |                      |
| Totaux LNH | Totaux LNH                  | Totaux LNH | 341 | 87               | 60               | 147              | 185              | -15              | 15               | 1 | 2                    | 3                    | 37                   | -6                   |                      |                      |

### Statistiques en équipe nationale
| Année | Équipe         | Compétition                          |   | PJ | B | A | Pts | Pun | +/-               |  | Résultat |
| 2005  | Canada -18 ans | Championnat du monde moins de 18 ans | 6 | 2  | 3 | 5 | 4   | +3  | Médaille d'argent |  |          |
| 2006  | Canada -20 ans | Championnat du monde junior          | 6 | 0  | 0 | 0 | 0   | 0   | Médaille d'or     |  |          |